# Lynn Knippenborg
Lynn Knippenborg (født 7. januar 1992 i Winterswijk) er en tidligere hollandsk håndboldspiller, der repræsenterede det hollandske landshold fra 2012 frem til 2021. Hun repræsenterede sammen med resten af landsholdet, Holland ved EM i håndbold 2014 i Kroatien og Ungarn.
Hun har tidligere spillet for den norske ligaklub Vipers Kristiansand og den danske klub TTH Holstebro.